# Lucas, spaima furnicilor
Lucas, spaima furnicilor (The Ant Bully în engleză) este un film de animație regizat și scris de John A. Davis. Filmul va avea rolul lui Julia Roberts, Nicolas Cage, Meryl Streep, și Paul Giamatti.

## Distribuție
- Zach Tyler Eisen - Lucas Nickle
- Julia Roberts - Hova
- Nicolas Cage - Zoc
- Paul Giamatti - Stan Beals
- Regina King - Kreela
- Bruce Campbell - Fugax
- Lily Tomlin - Mommo
- Cheri Oteri - Doreen Nickle
- Larry Miller - Fred Nickle
- Allison Mack - Tiffany Nickle
- Myles Jeffrey - Steve
- Jake T. Austin - Nicky